# Cremastus fuscatus
Cremastus fuscatus là một loài tò vò trong họ Ichneumonidae.